# Olena Stetskiv
Olena Andrijivna Stetskiv (ukrainska: Олена Андріївна Стецків), född 15 juni 1994 i Lviv, är en ukrainsk rodelåkare.

## Karriär
Stetskiv tävlade för Ukraina vid olympiska vinterspelen 2014 i Sotji, där hon slutade på 26:e plats i damernas singel. Vid olympiska vinterspelen 2018 i Pyeongchang slutade Stetskiv på 28:e plats i damernas singel.
Vid olympiska vinterspelen 2022 i Peking slutade Stetskiv på 22:a plats i damernas singel.